# Parafia św. Bartłomieja w Bartholomäberg
Parafia św. Bartłomieja w Bartholomäbergu – parafia rzymskokatolicka, administracyjnie należąca do austriackiej diecezji Feldkirch. 